# Emma Berndl

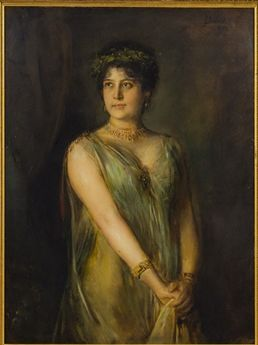
Emma Berndl, Porträt von Franz von Lenbach, 1902

Emma Berndl (* 10. Juni 1877 in Ischl; † 22. März 1934) war eine österreichische Theater- und Stummfilmschauspielerin.

## Leben
Emma Berndl war eine Tochter von Karl Berndl und erhielt von Jocza Savits dramatischen Unterricht. Sie soll, so ist in Velhagen & Klasings Monatsheften aus dem Jahr 1901 zu lesen, von gardemäßiger Größe gewesen sein und, so in Ludwig Fuldas Briefwechsel zu lesen, dem Schönheitsideal der Kaulbachzeit entsprochen haben. Außerdem war sie, wie in der Deutschen Thalia 1902 konstatiert wurde, für alles verwendbar.
Ihr erstes Engagement fand sie 1895 am Großherzoglich Badischen Hoftheater Karlsruhe. Sie wirkte dort vier Jahre und wurde dann an das Königlich Bayerische Hoftheater München engagiert, wo sie bis 1928 blieb. Emma Berndl wohnte in München zeitweise im Haus Herzog-Rudolf-Straße 24.
Trotz ihrer Erfolge gab es auch kritische Stimmen zu ihrem Spiel. Sie habe etwa eine Rolle „mit guter Routine und ohne jedes Verständnis“ gestaltet, war in der Schaubühne zu lesen; und etliche Jahre nach ihrem Tod wurde sie als süßlich und leidenschaftslos-sentimental verurteilt.
Ihre Großnichte war Christa Berndl.

## Filmografie
- 1920: Richtet nicht